# Абдуллаев, Илхом Зоирович
Илхо́м Зои́рович Абдулла́ев (узб. Ilhom Zoirovich Abdullaev; род. 18 мая 1965 года, Туркменская ССР) — математик, депутат Законодательной палаты Олий Мажлиса Республики Узбекистан. Член Демократической партии Узбекистана «Миллий Тикланиш»

## Биография
Родился 18 мая 1965 года в Туркменской ССР. Получил высшее образование, окончив в 1985 году Туркменский педагогический институт. Владеет узбекским, английским и русским языками.
После окончания учёбы работал по специальности — преподавателем математики. Несколько позже получил звания кандидата физико-математических наук и доктора политических наук.
В 2010 году был избран депутатом Законодательной палаты Олий Мажлиса Республики Узбекистан. Стал членом фракции демократической партии Узбекистана «Миллий Тикланиш». Является председателем Комитета по вопросам инновационного развития, информационной политики и информационных технологий Законодательной палаты Олий Мажилиса Республики Узбекистан.
Автор более 100 научных работ в области теории операторных алгебр и политических проблем глобальной цифровизации. Один из ведущих аналитиков в области национального законодательства Узбекистана в информационной сфере. Инициатор 6 Законов Узбекистана. Автор, участник исследовательских групп по подготовке аналитических обзоров состояния и перспектив различных секторов информационного рынка Узбекистана.
Ведет активную общественную работу. Является председателем Общественного совета по развитию информационной сферы и массовых коммуникаций при Олий Мажлисе Узбекистана.

## Награды
- Указом Президента Республики Узбекистан в 2018 году награждён орденом «Дустлик». В рамках десятого заседания Сената Олий Мажлиса Республики Узбекистан Председатель Сената Танзила Нарбаева вручила награду Содружества Независимых Государств «За заслуги в развитии печати и информации».
- Почётный знак «За заслуги в развитии печати и информации» (27 ноября 2020 года, Межпарламентская ассамблея СНГ) — за значительный вклад в формирование и развитие общего информационного пространства государств — участников Содружества Независимых Государств, реализацию идей сотрудничества в сфере печати и информации[2].
- Памятный знак «МПА СНГ. 25 лет» (27 марта 2017 года, Межпарламентская ассамблея СНГ) — за содействие в деятельности Межпарламентской Ассамблеи и её органов[3].
- 2023 был награждён орденом имени Артемьева Михаила.